# Dad's Army (película de 2016)
Dad's Army (titulada en España Dad's Army: el pelotón rechazado) es una película de comedia bélica británica de 2016, basada en la serie de televisión de la BBC Dad's Army. Dirigida por Oliver Parker, ambientada en 1944, durante la Segunda Guerra Mundial, tras los hechos descritos en la serie de televisión original de 1968. Catherine Zeta-Jones interpreta a una elegante espía alemana que se hace pasar por periodista y que espía para el servicio secreto alemán, la Abwehr, sobre las actividades del pelotón de la Home Guard de la ficticia localidad de Walmington-on-Sea.
El diseño de producción fue de Simon Bowles y la fotografía de Christopher Ross. La película se estrenó el 5 de febrero de 2016 en el Reino Unido por Universal Pictures. El 13 de junio de 2016, fue publicada en DVD y Blu-ray en el Reino Unido. Recibió críticas en su mayoría negativas de los medios especializados. A pesar de dichas críticas cuando la película se estrenó en el Reino Unido, alcanzó el segundo lugar en las listas de taquilla, después de Goosebumps.

## Argumento
En la primavera de 1944, las fuerzas alemanas trabajan para conseguir información de inteligencia sobre la inminente invasión aliada, después de que uno de sus espías fuera interceptado en Londres por agentes del MI5, el comandante Cunningham y el capitán Meeks. Mientras tanto, el Capitán Mainwaring encuentra que su unidad de la Home Guard en la ciudad costera ficticia de Walmington-on-Sea sufre de una falta de reconocimiento por su trabajo para contribuir al esfuerzo de guerra. Las cosas cambian cuando el pelotón, durante un ejercicio, obliga accidentalmente a Rose Winters (Catherine Zeta-Jones), una elegante y atractiva periodista, a salir de la carretera. Cuando se enteran de que ella tiene la intención de escribir un reportaje sobre ellos para una revista nacional, los hombres se sienten complacidos, pero también encantados por su presencia, lo que hace que tengan peleas con la gente del pueblo, y especialmente con sus esposas. El asunto se complica aún más cuando el sargento Wilson entabla una relación de amistad con Winters después de que la reconozca como su antigua estudiante de la Universidad de Oxford.
Sin que el pelotón lo sospeche, Rose es en realidad una espía enviada por Alemania para investigar los planes de invasión aliados, pero Cunningham y Meeks detectan una transmisión que envía por radio y viajan allí para buscarla. Después de reunirse con Mainwaring e informarle de la situación, le encanta usar esto como un medio para evitar que su pelotón sea disuelto por el oficial superior de la Home Guard, el coronel Theakes, después de un desastre durante una importante patrulla cerca de Dover. Rose se une rápidamente a la patrulla a través del soldado Joe Walker, después de descubrir su negocio ilegal de contrabando, y usa la próxima patrulla para descubrir detalles importantes sobre el plan de los Aliados, incluido el lugar donde se llevará a cabo la invasión. Mientras el pelotón trabaja para encontrar al espía siguiendo las órdenes de Mainwaring, Rose los engaña creyendo que el espía es Wilson, quien es arrestado de inmediato.
Mientras Mainwaring decide reunirse con Rose para agradecerle su ayuda, el resto del pelotón detiene a Wilson para interrogarlo, hasta que se les presenta evidencias de que Rose es la espía que estaban buscando. Rastreándola, rápidamente la encuentran reteniendo a Mainwaring como prisionero con un grupo de desembarco de la Wehrmacht, después de que él descubrió la verdad al ver un submarino alemán aparecer en una bahía cercana. Sin embargo, el pelotón ayudó a rescatarlo con la ayuda de sus esposas, y lograron capturar al grupo de desembarco y a Rose, lo que provocó que el submarino huyera. Cunningham y Meeks la arrestan rápidamente, asegurándose de que su información no regrese, mientras que Theakes elogia al pelotón, salvándolos de la disolución. Mainwaring y Wilson se reconcilian, y ambos hombres se unen a su pelotón para un desfile por Walmington-on-Sea. 

## Reparto
- Toby Jones como el capitán Mainwaring
- Bill Nighy como el sargento Wilson
- Catherine Zeta-Jones como Rose Winters
- Tom Courtenay como el soldado de primera Jones
- Blake Harrison como el soldado Pike
- Michael Gambon como soldado Godfrey
- Bill Paterson como el soldado Frazer
- Daniel Mays como el soldado Walker
- Sarah Lancashire como Mrs Pike
- Mark Gatiss como el coronel Theakes
- Mark Tandy como el mayor Cunningham del MI5
- Andrew Havill como el capitán Meeks del MI5
- Emily Atack como Daphne
- Alison Steadman como Mrs Fox
- Holli Dempsey como Vera Shilton
- Annette Crosbie como Cissy Godfrey
- Ian Lavender como el brigadier Pritchard
- Frank Williams como el reverendo Timothy Farthing
- Felicity Montagu como Mrs Mainwaring
- Martin Savage como Warden Hodges
- Oliver Tobias como el almirante Canaris
- Julia Foster como Dolly Godfrey
- Jacqueline Tong como Mrs Todd

Ian Lavender hace un cameo como Brigadier Pritchard, proporcionando un enlace con la serie original y Frank Williams retoma su papel de vicario.
El personaje regular de la serie original, Verger Maurice Yeatman no fue recreado para la película. La Sra. Mainwaring, que era un personaje completamente invisible durante toda la serie original, ahora tiene un papel mucho más prominentemente en la película, donde se la retrata como la Jefa de Voluntarios del Servicio Territorial Auxiliar local y es aún más pomposa, dominante y vociferante que su marido.

## Producción

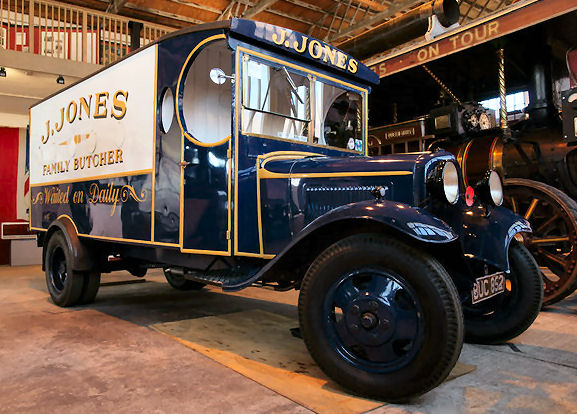
La camioneta de Jones de la serie de televisión original, que también se usó en el rodaje de la película.

El rodaje comenzó en Yorkshire en octubre de 2014. La película se grabó en la playa de North Landing en Flamborough, Cabo Flamborough y Bridlington. El East Riding Theatre en Beverley se usó para la sala de la iglesia/Sala de desfile y la oficina del capitán Mainwaring. También se grabaron secciones de la película en Leeds y Pickering. La camioneta de Jones de la serie de televisión original, prestada por el Dad's Army Museum, se usó en la película.

## Recepción
Dad's Army recibió críticas generalmente negativas de los medios especializados. La película tiene una calificación de aprobación del 31 % en Rotten Tomatoes, basada en 35 reseñas, con una calificación promedio de 4.91/10.
En Metacritic, tiene una puntuación de 38 sobre 100, según siete críticas, lo que indica «críticas generalmente desfavorables». Sean O'Grady, del periódico británico The Independent, le dio a la película una reseña de cinco estrellas, señalando que en lugar de amenazar el legado de la serie, «supera al original», calificándola de «reproducción bien elaborada» que contiene todos los elementos que hicieron que el original fuera tan inteligente, duradero y adorable.
Peter Bradshaw del The Guardian estaba menos convencido, dándole dos estrellas, afirmando que «es difícil escapar de la sensación de hundimiento de que esto es una pérdida de talento, que este es un tipo de culto a los ancestros de la comedia británica afable, bien intencionado pero sin sentido; rindiendo un elaborado homenaje a un programa de televisión que lo hizo bien la primera vez»
La revista especializada en cine Empire lo calificó con dos estrellas y describió la trama como «una tontería moderadamente entretenida» y que «en general es una rareza no esencial, lo suficientemente amable pero también demasiado reverencial y es poco probable que deje una impresión duradera».